# Natsuki Takaya
Natsuki Takaya (高屋 奈月 Takaya Natsuki?, riktigt namn Naka Hatake) är en pseudonym för mangatecknaren som är mest känd för att ha skapat serien Fruits Basket. Hon föddes den 7 juli, samma dag som en av Japans stjärnfestivaler, Tanabata, inträffar. Hon är kräfta, har blodgrupp A och är vänsterhänt. Hon föddes i Shizuoka i Japan, men växte upp i Tokyo, där hon debuterade 1992. Hon tillbringar det mesta av sin tid med att spela TV-spel och att arbeta med mangaserier, såsom Fruits Basket, vilken är den näst bäst säljande shōjo-mangan någonsin i Japan. 2001 fick Takaya motta Kōdanshas mangapris i kategorin shōjo för sin manga Fruits Basket.
Enligt Takaya (i en sidokolumn i en av Fruits Basket-volymerna), tycker hon mer om att rita flickor än pojkar. Takaya skriver dessutom i några sidokolumner att hon bröt vänster arm (den hon skriver och tecknar med) strax efter att "Fruits Basket" volym 6 hade publicerats. Hon togs in på sjukhus, och därför fick serien göra ett kort uppehåll. Takaya blev helt återställd, men klagar över att hennes handstil har blivit fulare och svårare att läsa på grund av incidenten. Under sin sjukhusvistelse utvecklade Takaya ett intresse för baseboll.
Takaya hade tidigare en hemsida, Chotto Ippuku ("En liten paus"); dock är den inaktiv och nedlagd sedan september 2002.

## Serier
- Gen'ei Musō (幻影夢想?) 1994 - 1997
- Tsubasa o Motsu Mono (翼を持つ者?), 1995 - 1998
- Boku ga Utau to Kimi wa Warau kara (僕が唄うと君は笑うから?), 1998, en samling kort-historier
- Fruits Basket (フルーツバスケット Furūtsu Basuketto?), 1998 - 2006
- Komogomo (こもごも?), 2006
- Hoshi wa Utau (星は歌う?) 2007 - 2011